# Ragnar Lundbergh
Ragnar Sigfrid Lundbergh, född den 24 september 1885 i Stockholm, död där den 24 juli 1947, var en svensk jurist och ämbetsman. 
Lundbergh avlade mogenhetsexamen vid Norra latinläroverket i Stockholm 1904. Han blev student vid Uppsala universitet samma år och avlade juris kandidatexamen där 1909. Lundbergh var extra ordinarie notarie i Svea hovrätt och i Stockholms rådhusrätt samma år. Han satt ting i Södra Roslags och Västernärkes domsaga 1910 och 1911. Lundbergh bedrev sångstudier i Stockholm 1911–1914, varav de sista åren för Gillis Bratt. Han var amanuens i Civildepartementet 1911–1913, därunder tillförordnad kanslisekreterare. Lundbergh blev tillförordnad fiskal i Svea hovrätt 1914, extra ordinarie assessor 1915, assessor 1916, fiskal 1919 och hovrättsråd 1922. Han förordnades som revisionssekreterare 1923 (tillförordnad 1918) och blev ordinarie revisionssekreterare 1927. Lundbergh blev ånyo hovrättsråd i Svea hovrätt 1928, vice ordförande på division i hovrätten 1934, ledamot av och vice ordförande i Vattenöverdomstolen 1935, under långa tider förordnad ordförande såväl på division som i Vattenöverdomstolen. Han beviljades avsked med pension 1940. Lundbergh blev riddare av Nordstjärneorden 1926 och kommendör av andra klassen av samma orden 1936. Han vilarr på Norra begravningsplatsen utanför Stockholm.